# August Rodenberg
August Henry „Gus“ Rodenberg (* 25. Juli 1873 in Stolzenau, Deutsches Reich; † 12. April 1933 in St. Louis, Missouri) war ein US-amerikanischer Tauzieher.

## Erfolge
August Rodenberg nahm an den Olympischen Spielen 1904 in St. Louis für die erste Mannschaft des Southwest Turnverein of St. Louis teil. Im Viertelfinale besiegte die Mannschaft das griechische Team Panellinios Gymnastikos Syllogos aus Athen und traf anschließend auf den Milwaukee Athletic Club. Das Halbfinale ging verloren, sodass die Mannschaft abschließend eigentlich im Duell um Silber gegen den unterlegenen Finalisten, den New York Athletic Club, hätte antreten müssen. Da die New Yorker jedoch nicht antraten, erhielten Rodenberg sowie Max Braun, Orin Upshaw, William Seiling und Charles Rose kampflos die Silbermedaille.
Rodenberg war aus dem Deutschen Reich in die Vereinigten Staaten emigriert und erhielt 1895 die US-amerikanische Staatsbürgerschaft.